# Trigomphus ogumai
Trigomphus ogumai är en trollsländeart som först beskrevs av Syoziro Asahina 1949.  Trigomphus ogumai ingår i släktet Trigomphus och familjen flodtrollsländor. Inga underarter finns listade i Catalogue of Life.